# Oberwölz
Oberwölz è un comune austriaco di 3 007 abitanti nel distretto di Murau, in Stiria. È stato creato il 1º gennaio 2015 dalla fusione dei precedenti comuni di Oberwölz Stadt, Oberwölz Umgebung, Schönberg-Lachtal e Winklern bei Oberwölz e ha lo status di città (Stadt); capoluogo comunale è Oberwölz Stadt.